# Gottfried Grünewald (1859)
Gottfried Grünewald   (20 de gener de 1857 - Magdeburg, 2 d'abril de 1929) fou un compositor alemany.
Del qual nomes es tenen les dades que va escriure les òperes Astrella (Magúncia, 1854), Die Brautche (1905), i Der fromme köng (1905) i de l'obra coral amb orquestra Des Sängers Fluch.